# Will Carling
Pour les articles homonymes, voir Carling (homonymie).
Pas d'image ? Cliquez ici

a Compétitions nationales et continentales officielles uniquement.

b Matchs officiels uniquement.
William « Will » Carling, né le 12 décembre 1965 à Bradford, est un joueur international anglais de rugby à XV, évoluant au poste de centre.

## Carrière
Plus jeune capitaine de l'équipe d'Angleterre à l'âge de 22 ans. Sous sa direction, les Anglais remporteront deux Grands Chelems de suite dans le Tournoi des Cinq Nations en 1991, 1992 puis un nouveau Grand Chelem 1995.
Il est également capitaine de l'équipe d'Angleterre finaliste de la Coupe du monde 1991 contre les Wallabies à Twickenham. Cette défaite est particulière : les Anglais, auxquels on reproche un jeu de gagne terrain très peu enthousiasmant sous l'ère Carling change son jeu pour la finale et pratique l'offensive, mais sans succès. Ce changement de stratégie lui est souvent reproché. Malgré ce jeu peu enthousiasmant, il a contribué au renouveau du rugby anglais redevenu une nation majeure du rugby.
À l'occasion du match de poule de la Coupe du monde 2011 entre l'équipe d'Australie et celle d'Irlande qui verra cette dernière s'imposer pour une de ses plus belles victoires, Gordon D'Arcy et O'Driscoll établirent le record mondial d'apparition commune pour une paire de centre en matchs internationaux avec 45 associations. Ils battent l'ancien record détenu par Carling et Jeremy Guscott.
Will Carling est intronisé au Temple de la renommée World Rugby en 2021.

## Statistiques en sélection nationale
équipe d'Angleterre
- 72 sélections dont 59 en tant que capitaine
- 54 points (12 essais)
- Sélections par année : 8 en 1988, 5 en 1989, 7 en 1990, 12 en 1991, 6 en 1992, 6 en 1994, 8 en 1995, 11 en 1995, 6 en 1996, 4 en 1997
- Tournoi des Cinq Nations disputés (10) : 1988, 1989, 1990, 1991, 1992, 1993, 1994, 1995, 1996, 1997
- Coupes du monde disputées : 1991, 1995

Lions britanniques
- 1 sélection en 1993

## Palmarès
Avec l'Équipe d'Angleterre
Tournoi des Cinq Nations
- Grand Chelem en 1991, 1992, 1995
- Vainqueur en 1996

Coupe du monde
- Finaliste en 1991
- Quatrième en 1995

Avec les Harlequins
- Coupe d'Angleterre de rugby :
  - Vainqueur (2) : 1988 et 1991
  - Finaliste (2) : 1992 et 1992

## «Sorry, good game!»
Le joueur est  également connu en France à la suite d'une phrase qu'il dit à des joueurs français après les matchs que son équipe, l'Angleterre,  dispute contre la France.
A la fin de chaque match, quand les hommes de la Rose gagnent, il serre la main des joueurs français en leur disant « Sorry, good game! » (désolé, bon match!).
Cette phrase a été mal perçue par le public français et prise pour une marque d'arrogance.
Le joueur s'en défend et précise : « Pour moi, «Good game», c'était l'expression de la peur et du respect qu'ils m'inspiraient, les Français, et du soulagement de les battre. Que vouliez-vous que je dise ? "Pas de chance ?" ».